# Mick Mars
Mick Mars (nacido como Robert Alan Deal; Terre Haute, Indiana; 4 de mayo de 1951) es un músico estadounidense, más conocido por haber sido el guitarrista de la banda de glam metal Mötley Crüe.

## Biografía
Bob Alan Deal, más conocido como Mick Mars, nació en Terre Haute (Indiana) el 4 de mayo de 1951. Mick es el segundo de los cinco hijos que tuvieron Tina y Frank Deal. Mick Mars dedicó gran parte de su vida a convertirse en el gran guitarrista que es, pasando por varias bandas hasta encontrar finalmente a los Mötley Crüe. Mars conoció a Nikki Sixx en una licorería unos años antes de que la banda se formara. Nikki y Mars no acabaron de conectar así que perdieron el contacto, hasta que unos años más tarde Mick respondió a un anuncio en periódico de Los Angeles The Recycler, en el que decía "a loud, rude and aggressive guitar player", que traducido sería algo como “un guitarrista ruidoso, grosero y agresivo” el cual Mars había publicado. Cuando Mars y Nikki se reunieron se reconocieron y Tommy dio su aprobación para que Mars entrara a formar parte de los Crüe. Más tarde, al no estar Mick contento con su cantante, Tommy propuso a Vince Neil (cantante de Rock Candy por aquel entonces) para ocupar el puesto definitivamente.

## Carrera

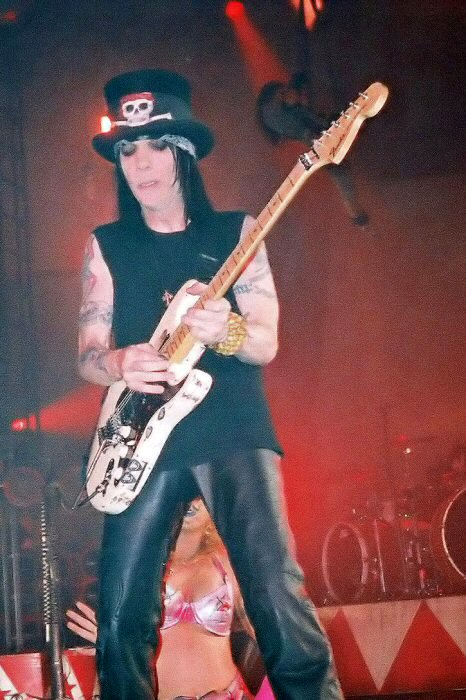

Después de que su familia se mudó de Indiana a California, Deal dejó la preparatoria y comenzó a tocar la guitarra en varias bandas (la más importante llamada Video Nur) no exitosas de rock basado en blues durante los setenta. Después de casi una década de frustración en el escenario musical de California, Deal, de 30 años, se re-inventó a sí mismo, utilizando el seudónimo Mick Mars y pintando su cabello de negro, esperando comenzar de cero. En abril de 1981 escribió un anuncio clasificado en el periódico Los Angeles "Recycler" que decía: "Guitarrista maleducado, agresivo y escandaloso disponible". Nikki Sixx y Tommy Lee se pusieron en contacto con él y los tres decidieron formar una banda. Por sugerencia de Tommy, persuadieron al cantante Vince Neil, de la banda local Rock Candy, para unirse al grupo. Así mismo, con la banda formada, Mick sugirió poner de nombre Motley Crew (luego de rechazar "Christmas"). Agregándole al final la diéresis en honor a una cerveza que bebían en esa época llamada  "Löwenbräu". Así quedó bautizada Mötley Crüe.
A diferencia de muchos guitarristas de rock/heavy metal de la misma era, el estilo de Mars es más apegado al blues. Hace uso frecuente de la guitarra hawaiana y lleva las labores de guitarra rítmica y solista en la banda. Mars frecuentemente afina su guitarra en tono Re (en lugar del usual Mi).
Durante su carrera con Mötley Crüe, Mars ha creado una imagen misteriosa de sí mismo para el público. En las entrevistas que se le han hecho, Mars se ha mantenido como un individuo reservado y algo callado, aunque nada tímido.
Después de la separación de Mötley Crüe en el 2001, Mars enfrentó varios problemas de salud (ver sección de Salud abajo), depresión y un eventual estado de bancarrota, llegando a abandonar su guitarra. La situación de Mars mejoró con la reunión de Mötley Crüe, regresando a él las ganas de tocar. Mars se sometió a una cirugía de cadera en el otoño del 2004 a la que siguió una intensa terapia física. Mars y Mötley Crüe después terminaron un tour con Aerosmith llamado Route Of All Evil.

### Carrera como solista
En febrero de 2023, en medio de las controversias en torno a la demanda de la banda, Mars comenzó a trabajar nuevamente en un álbum en solitario, titulado The Other Side of Mars, producido por Cory Marks en Los Ángeles. Marks ha descrito el álbum diciendo:

Al mundo del rock le espera algo extraño, especial, grandioso y ruidoso.

Mars declaró que los planes en torno a un álbum en solitario se habían discutido previamente desde 2014. El álbum, titulado The Other Side of Mars, tiene fecha de lanzamiento el 23 de febrero de 2024.
El primer sencillo del álbum, "Loyal to the Lie", fue lanzado el 31 de octubre de 2023.

## Salud
Durante toda su carrera profesional, Mars ha combatido una condición ósea degenerativa llamada espondilitis anquilosante. Se le diagnosticó cuando tenía 17 años y ha ido constantemente incrementado sus dificultades para moverse y le ha causado mucho dolor y sufrimiento. Esto llevó a una cirugía de cadera a finales del 2004.  Debido a su frágil condición, se mantiene sujeto a una gran cantidad de analgésicos. Después de su cirugía de cadera, Mars ha estado más saludable y con suficiente fuerza como para ir de tour. Mars estuvo de tour con Mötley Crüe hasta el 31 de diciembre de 2015 cuando dieron su concierto final.
Mars también ha admitido tener un serio problema de alcoholismo severos en todos los tours entre los años 1984 y 1988, hasta que la banda se rehabilitó para su gran y mayor éxito, el álbum Dr. Feelgood.

## Discografía

### Mötley Crüe
- Too Fast for Love (1981)
- Shout at the Devil (1983)
- Theatre of Pain (1985)
- Girls, Girls, Girls (1987)
- Dr. Feelgood (1989)
- Decade of Decadence (1991)
- Mötley Crüe (1994)
- Generation Swine (1997)
- New Tattoo (1999)
- Saints of Los Angeles (2008)

### En solitario
- The Other Side of Mars (2024)

## Equipo
- Gibson Les Paul en los conciertos de Too Fast For Love desde 1980-1982.
- Gibson Les Paul, B.C. Rich, Hamer Blitz, Gibson Flying V y Guild Flying Star durante la gira de Shout At The Devil desde 1983-1984.
- Kramer Explorers, Kramer Barettas y Kramer Pacers durante la gira de Theatre Of Pain desde 1985-1986.
- Kramer Custom Shop Telecasters durante la gira de Girls Girls Girls desde 1987-1988.
- Kramer Custom Shop y una variedad de Barettas durante la gira de Dr. Feelgood desde 1989-1990.
- Fender Stratocasters, Gibson Les Pauls, Charvel Super Strat y Paul Reed Smiths durante la gira de Decade of Decadence desde 1991-1992 y Fender Stratocasters en el video de la canción Don't Go Away Mad.

### Amplificadores
- Marshall JCM-800 Head
- Rivera Bonehead 100Watt Head
- Soldano SLO-100 Super Lead Overdrive Head

### Cabinets
- Rivera Straight Cabinet / 4x12

### Guitarras
- Gibson SG Standard
- Fender Stratocaster American Electric Guitar (Modified with floyd rose tremolo and humbuckers)
- Epiphone Chet Atkins Country Gentleman Electric Guitar
- Paul Reed Smith Custom 22 Electric Guitar
- Kramer Telecaster circa Shout At The Devil-Dr. Feelgood (Modified with floyd rose tremolos and humbuckers)
- Several Gibson Les Paul Customs (a T.V. Yellow from Carnival of Sins Tour, and a black Les Paul Custom with zebra pickups from Live Wire vídeo)
- Jackson Guitars

### Pedales
- Dunlop Crybaby Wah Foot Controller(rackmount)
- Rocktron All Access Midi Foot Controller

### Cajas de voz
- Heil Sound Talk Box
- Rocktron Banshee Talk Box

## Familia
- Mars es el segundo de 5 hijos de Tina y Frank Deal.
- Tiene dos hijos, Les Paul (1971) y Stormy[6] (1973), con su primera esposa, Sharon.
- Tiene un hijo, Erik (1976), con su exnovia Marcia.
- Estuvo casado con Emi Canyn (1990-1994), que hacía los coros de la banda Mötley Crüe durante las giras de los álbumes Girls, Girls, Girls y Dr. Feelgood.